# Lazar Tufegdžić
Lazar Tufegdžić (in serbo Лазар Туфегџић?; Valjevo, 22 febbraio 1997) è un calciatore serbo, centrocampista del Čukarički.

## Caratteristiche tecniche
È un trequartista.

## Carriera
Cresciuto nel settore giovanile della Stella Rossa, nel mercato invernale del 2016 è stato ceduto in prestito al Bežanija. Ha esordito il 5 marzo disputando l'incontro di Superliga serba pareggiato 1-1 contro lo Sloboda Užice.